# Сан Леонино (Сијена)
Сан Леонино је насеље у Италији у округу Сијена, региону Тоскана.
Према процени из 2011. у насељу је живело 11 становника. Насеље се налази на надморској висини од 365 м.